# Chinicuila
Chinicuila är en kommun i Mexiko.   Den ligger i delstaten Michoacán de Ocampo, i den södra delen av landet, 500 km väster om huvudstaden Mexico City.
Följande samhällen finns i Chinicuila:
- Tehuantepec
- Barranca Seca de Larios
- El Salitre de Copala
- El Otate
- El Sípimo
- Coahuayula